# Anselme Payen
François Anselme Payen (Parigi, 6 gennaio 1795 – Parigi, 12 maggio 1871) è stato un chimico francese.
Si interessò di chimica, fisica e matematica.
Studiò all'École Polytechnique e, all'età di 20 anni, divenne direttore della fabbrica di famiglia che produceva zucchero di barbabietola. 
Nel 1822 riuscì a sbiancare lo zucchero con carbone attivo che fu utilizzato, da allora, per le proprietà adsorbenti. 
Il miglioramento dei processi di raffinazione portò alla sostituzione dello zucchero di barbabietola con lo zucchero di canna. 
Modernizzò i processi e ampliò le attività con la preparazione di alcuni prodotti chimici (borace e cloruro di calcio) sviluppando un processo di sintesi del borace a partire da soda caustica e acido borico. 
Inventò anche un modo di estrarre amido e alcool dalle patate, un metodo per la determinazione dell'azoto e un decolorimetro.
Studiò anche la carta e la cellulosa, alla quale impose per primo il nome, evidenziandola nelle pareti delle cellule vegetali nel 1842.
A partire dal 1836 fu docente di Chimica Applicata all'École Centrale (succedendo a Jean-Baptiste Dumas) e, nel 1842, ottenne la cattedra di questa disciplina al Conservatoire National des Arts et Métiers.
La notorietà di Payen è legata al fatto che nel 1833 isolò dal malto una sostanza in grado di catalizzare la trasformazione di amido in glucosio. Chiamò questa sostanza diastasi, dal greco "separare". Fu il primo enzima isolato ed il suffisso -asi, da allora, sarà usato per la nomenclatura degli enzimi.
In onore di Anselme Payen l'American Chemical Society dal 1962 conferisce annualmente il Premio Anselme-Payen agli scienziati che si sono distinti in ricerche nel settore della cellulosa.